# Кырбалтабай
Кырбалтабай (каз. Қырбалтабай) — село в Енбекшиказахском районе Алматинской области Казахстана. Административный центр Кырбалтабайского сельского округа. Код КАТО — 194063100.

## Население
В 1999 году население села составляло 1778 человек (921 мужчина и 857 женщин). По данным переписи 2009 года, в селе проживало 3466 человек (1734 мужчины и 1732 женщины).